# Kozlany (Morávia do Sul)
Kozlany é uma comuna checa localizada na região de Morávia do Sul, distrito de Vyškov.